# مازن محمد مصطفى
مازن محمد مصطفى (23 نيسان 1962) ممثل عراقي. ولد في مدينة البصرة حاصل على شهادة الدبلوم في معهد الفنون الجميلة عام 1983، وشهادة البكالوريوس من كلية الفنون الجميلة – جامعة بغداد عام 2003

## المسيرة
ممثل عراقي قدم عشرات الأعمال مثل«سنوات النار»، و«غرباء». قدم مازن بين عامي 1978 و1993 أكثر من 17 مسرحية عرضت على قاعات معهد الفنون الجميلة في بغداد، منها «كرنفال الأشباح»، و«كوميديا قديمة»، و«سور الصين»، ومثل مع الفرقة الوطنية للتمثيل في أكثر من 12 مسرحية، بضمنها «الشرارة»، و«جزرة وسطية»، و«زمن المطحنة».
أول عمل مسرحي له عنوانه «الردة»، الذي حصل وقتها على جائزة أفضل ممثل. ولفت مصطفى إلى أن أول ظهور له في التلفزيون، كان في العام 1995، في مسلسل «غرباء» للكاتب أحمد هاتف، وأبرز المسرحيات التي مثل فيها، هي: «زمن المطحنة»، و«خباطة»، و«كرنفال الاشباح». كذلك تطرق إلى الدراما التلفزيونية، حيث مثل أكثر من 30 عملا درامياً، أبرزها «رياح الماضي»، و«علي الوردي»، و«مناوي باشا»، و«سنوات النار»، و«شموع خضر الياس».

## أعماله
- فايروس، 2020 – مسلسل [3]
- كمامات وطن، 2020 – مسلسل
- واحد زائد واحد، 2020 – مسلسل[4]
- يسكن قلبي، 2020 – مسلسل
- سبايكر، 2018 – مسلسل
- السركال، 2017 – مسلسل
- النبي أيوب، 2014 – مسلسل
- سر القوارير، 2014 – فيلم
- حمدان عدل وكبل عالبرلمان، 2013 – مسرحية
- اوان الحب، 2012 – مسلسل
- علي الوردي، 2012 – مسلسل
- مواطن تحت الصفر، 2010 – مسلسل
- الدهانة، 2009 – مسلسل
- سنوات النار، 2008 – مسلسل
- بيت الطين، 2005 – مسلسل
- شموع خضر إلياس، 2005 – مسلسل
- هذا هو الحب، 2005 – مسلسل
- الملاذ آمن، 2001 – مسلسل
- مناوي باشا ج1، 2001 – مسلسل
- رجل فوق الشبهات، 2000 – مسلسل
- جراح العيون، 1999 – مسلسل
- الحب يأتي من النافذة، 1997 – مسلسل
- القفاز الأبيض، 1997 – فيلم
- غرباء، 1997 – مسلسل
- خطوط ساخنة، 1996 – مسلسل
- منحرفون، 1996 – فيلم
- هستيريا، 1996 – مسلسل
- الحوت والجدار، 1995 – مسلسل
- امرأة ورجل، 1995 – مسلسل